# Ley Federal de Transparencia y Acceso a la Información Pública Gubernamental
La Ley Federal de Transparencia y Acceso a la Información Pública Gubernamental es una ley de los Estados Unidos Mexicanos que reconoce y regula el derecho individual al acceso a la información de las instituciones y organismos del Estado. Se publicó en el Diario Oficial de la Federación el 11 de junio del 2002.

## Justificación
Es una obligación del Estado, de cualquier entidad pública de gobierno que reciba dinero público. Debe comunicar y hacer pública toda información relacionada con el uso del dinero público. 
La Ley recoge, en su exposición de motivos, la necesidad de garantizar la participación democrática de los ciudadanos mediante el acceso completo a la información sobre los asuntos del Estado desarrollando el artículo 6 de la Carta Magna de México que garantiza el derecho de información, con los siguientes objetivos:
- Establecer un modelo administrativo abierto y democrático en contraposición al modelo cerrado y "criptográfico" anterior.
- La eficiencia administrativa a través de la rendición de cuentas y la supervisión ciudadana.
- La reducción de la corrupción.

### Ámbito de aplicación
La ley se aplicará a los Poderes Ejecutivo, Legislativo y Judicial federales, así como a los organismos constitucionales autónomos, es decir, al Instituto Nacional Electoral, a la Comisión Nacional de los Derechos Humanos y al Banco de México. También se incluyen las universidades y demás organismos autónomos, los tribunales administrativos, en general a cualquier persona que reciba recursos públicos, incluyendo partidos y agrupaciones políticas.

### Principios de la Ley
- Certeza
- Eficacia
- Imparcialidad
- Independencia
- Legalidad
- Objetividad
- Profesionalismo

## Acceso a la información

### Forma de accesos
El derecho reconocido por esta Ley se otorga a cualquier persona, con independencia de su nacionalidad. La información se pondrá al alcance de la población de forma directa o mediante trámites sencillos sin que sea necesario justificar interés alguno a través de una oficina única para cada organismo.
- Los ciudadanos tienen el derecho a requerir información. Para ello se establece un procedimiento para la Administración Pública Federal y permite a los demás poderes, instituciones y organismos la definición de reglamentos específicos para el ejercicio de este derecho.

- El Estado pondrá de oficio al alcance de los ciudadanos un conjunto de información, tanto detallada como agregada, que permita conocer las actividades del Estado de forma permanente, sin que sea necesaria solicitud alguna. El medio principal para la difusión de esta información será Internet.

### Publicación de oficio
La información que publiquen los sujetos obligados por la ley incluirá de oficio la siguiente lista, además de la información que determine el Instituto:
1. Su estructura orgánica.
2. Las facultades de cada unidad administrativa.
3. El directorio de servidores públicos.
4. La remuneración mensual por puesto.
5. El domicilio y dirección electrónica del departamento responsable de atender las peticiones de información.
6. Las metas y objetivos de las unidades administrativas.
7. Los servicios que ofrecen.
8. Los trámites, requisitos y formatos.
9. La información sobre el presupuesto asignado y su ejecución.
10. Los resultados de las auditorías al ejercicio presupuestal.
11. El diseño, ejecución, montos asignados y criterios de acceso a los programas de subsidio y sus beneficiarios.
12. Las concesiones, permisos o autorizaciones otorgados, y sus titulares.
13. Las contrataciones celebradas, detallando por cada contrato.
14. El marco normativo aplicable.
15. Los informes que se generen por disposición legal.
16. Los mecanismos de participación ciudadana.
17. Cualquier otra información que sea de utilidad o se considere relevante y que responda a las preguntas más habituales de los ciudadanos.

Esta información deberá estar al alcance del público por medios electrónicos y se deberá prestar asistencia y equipamiento para su consulta cuando sea requerido.

### Información reservada
La Ley convierte la información reservada en una excepción estableciendo que, en caso de duda, se privilegiará la exposición pública de la información sobre la reserva. Se mantendrá como información reservada o secreta, aquella cuya revelación pueda suponer un daño a las funciones del Estado o a las personas, siempre desde un punto de vista restrictivo y además aquella que haya sido declarada como tal por una legislación específica.

### Protección de datos personales
La publicidad de la información debe respetar la privacidad de los individuos. Transitoriamente, la Ley definía una serie de pautas para el tratamiento de la información personal hasta la publicación de la Ley Federal de Protección de Datos Personales.

#### El Instituto Federal de Acceso a la Información y Protección de Datos
El Instituto Nacional de Acceso a la Información y Protección de Datos (INAI) es un organismo del Poder Ejecutivo Federal de México, con autonomía presupuestaria y de decisión. Es encargado, fundamentalmente, de:
- Garantizar el derecho de acceso de las personas a la información pública gubernamental.
- Proteger los datos personales que están en manos tanto del gobierno federal, como de los particulares.
- Resolver sobre las negativas de acceso a la información que las dependencias o entidades del gobierno federal hayan formulado.

El funcionamiento interno del INAI se rige por su propio reglamento.